# Criança selvagem
Crianças selvagens são crianças que logo nos primeiros anos de vida passaram a viver em completo isolamento da humanidade. São crianças que depois de pouco tempo de vida se perdem da população, vivem como animais, não falam e não andam como pessoas socializadas. Tais histórias se originaram de relatos relativamente comuns no século XVIII, que descreviam crianças encontradas no campo, tidas como sobreviventes por circunstâncias especiais, desde os primeiros anos de vida, criadas por animais, sem contato com humanos e assim se tornando selvagens.
Uma das referências mais conhecidas provém do filósofo e estadista franco-suíço Jean-Jacques Rousseau (1712-1778) publicada como nota em seu livro Discurso sobre a origem e os fundamentos da desigualdade entre os homens (Discours sur l'origine et les fondements de l'inégalité parmi les hommes), em 1755. Nesse livro, ao referir-se à origem do ser humano e às distinções entre esse primeiro humano e outros animais, Rousseau cita os relatos de quatro crianças: um de 1344, uma criança encontrada em Hesse na corte do príncipe Henrique; o de uma criança encontrada entre ursos nas florestas da Lituânia, em 1694 comentado por Condillac (1715-1780) que afirmava não que ela apresentava nenhum sinal de razão, mas que “caminhava com pés e mãos, não possuía nenhuma linguagem e formava sons que nada se assemelhavam aos de um humano”; o caso do “pequeno selvagem” de Hanôver estudado na Inglaterra; e, finalmente, os dois selvagens dos Pirenéus encontrados em 1719. Todos eles incapazes da postura bípede, como comenta.
Naquela época, os relatos de descobertas das crianças selvagens por toda parte eram tão profusas que o célebre sistemata Lineu (1707-1778) chegou a elaborar uma classificação para as quais denominou: tetrapus, mutus e hirsutus.

## Casos e lendas
Segundo o antropólogo Lévi-Strauss, correspondem a “anormais congênitos”, em que se nota muito claramente terem sido abandonados por essa causa e não desenvolvido essas características de “imbecilidade” (termo da época) por causa do crescimento isolado de toda influência social.
Esse autor nos dá ainda o exemplo recente dos meninos-lobos encontrados na Índia em 1911 que nunca chegaram de fato a ser socializados. Um deles – Sanichar – jamais conseguiu falar, mesmo adulto. Segundo Kellogg, em “More About Wolf-Children of India” (1931), duas crianças foram encontradas juntas; uma delas viveu até os seis anos, desenvolveu um vocabulário de cerca de 100 palavras e correspondia a uma idade mental de dois anos e meio; já o outro, como referido, jamais chegou a falar. Cita também um relatório de 1939 – American Journal of Psychology, Vol. 53 (1940), de J. B. Foley – sobre uma criança encontrada na África do Sul em 1903, que ficou conhecida como criança–babuíno, apresentava uma idade aproximada entre 12 e 14 anos e uma inteligência correspondente à idiotia. Em ambos os casos, as circunstâncias da descoberta eram duvidosas.
Em março de 2008, após a divulgação de que o livro best-seller e o filme “Survivre avec les loups” eram uma fraude, houve um debate importante na mídia francesa (nos jornais, rádio e até na televisão) sobre os numerosos casos falsos de crianças selvagens cegamente credenciados. Embora existam numerosos livros sobre este assunto, quase nenhum deles foi baseado em arquivos, tendo os autores usado dúbias informações impressas de segunda ou terceira mão.
De acordo com o cirurgião francês Serge Aroles, que escreveu um estudo geral sobre crianças selvagens, com base em arquivos (L'énigme des enfants-loups ou The Enigma of Wolf-Children, 2007), quase todos estes casos são fraudes escandalosas ou histórias totalmente fictícias.
São esses relatos:
- Crianças-lobos do Hesse (1304, 1341 e 1344).
- O menino de Bamberg que cresceu entre bovinos (anterior a 1500).
- O menino irlandês criado por ovelhas, relatado por Nicolaes Tulp, em seu livro Observationes Medicae (1672). Serge Aroles dá provas de que esse menino era um menino com deficiência grave exibido por dinheiro.
- As três crianças-ursos da Lituânia (1657, 1669 e 1694). Segundo o referido autor, os arquivos (da rainha da Polônia, 1664-1688) publicados por Serge Aroles mostram evidências de que esses três casos são totalmente falsos. Houve apenas um menino, encontrado nas florestas, na primavera de 1663, e levado à capital da Polônia.
- A garota de Oranienburg (1717).
- Os dois meninos dos Pirenéus (1719).
- Peter, o menino selvagem de Hamelin (1724): uma criança deficiente mental, com deficiências na língua e nos dedos, que consta como tendo vivido por apenas um ano na selva.
- Marie-Angelique Le Blanc, a menina selvagem de Champagne (França, 1731), floresta de Songy (Marne). Serge Aroles, que já revelou centenas de documentos relativos a essa menina e publicou 30 deles em sua biografia (2004), afirma que, apesar de certas incoerências quanto a sua idade, origem étnica e localização da ocorrência, é o único caso verdadeiro de uma criança que tenha sobrevivido por 10 anos nas florestas (entre novembro de 1721 e setembro de 1731) e a única criança-selvagem que conseguiu uma reabilitação intelectual completa, tendo aprendido a ler e a escrever.
- A garota-urso de Krupina, Eslováquia (1767). Segundo esse autor, não se encontraram vestígios dos seus arquivos em Krupina.
- O adolescente de Kronstadt (1781). Segundo o documento escrito em húngaro, publicado por Serge Aroles, é um caso de embuste: o menino, deficiente mental, tinha bócio (hipotiroidismo?) e foi exibido por dinheiro.

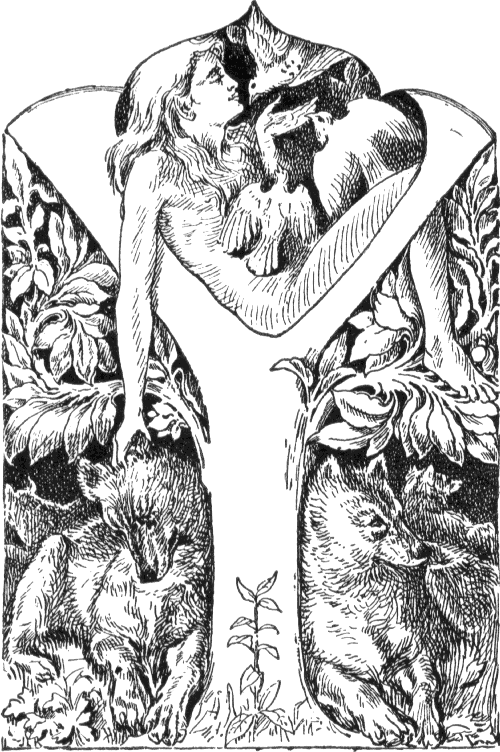
Mowgli, capa do original de ficção sobre a criança-selvagem criada por lobos deThe Jungle Book de Rudyard Kipling.

- Victor de Aveyron (1797), retratado no filme de 1970, O Menino Selvagem (L'enfant sauvage), de François Truffaut. Uma vez mais, Serge Aroles deu provas de que esse famoso caso analisado por Philippe Pinel (1745-1826) e Jean Itard (1774-1838) não correspondia a uma verdadeira criança-selvagem.
- Amala e Kamala, as meninas criadas por lobos, encontradas em 1920[1] perto de Midnapore, região de Calcutá, na Índia. Amala, a mais jovem, morreu um ano após ser encontrada e Kamala era uma menina deficiente mental espancada com um pedaço de pau por seu tutor para obter o comportamento de suposto animal com fins de exposição.
- Ramu, Lucknow, Índia (1954), tomado por um lobo como cria até a idade de 7 anos. Uma vez mais, um embuste, de acordo com Serge Aroles, que conduziu investigações em Lucknow.
- Criança-gazela da Síria. Segundo Aroles um rapaz com idade em torno de 10 anos foi encontrado no meio de uma manada de gazelas no deserto sírio na década de 1950 e só foi capturado com a ajuda de um jipe do exército iraquiano, porque ele podia correr a velocidades de até 50 km/h. Típico boato, como são todas as crianças-gazelas descritas.
- Criança-gazela do Saara (1960). Menino gazela do Rio do Ouro (Saara Espanhol), descrito por Jean-Claude Armen, pseudônimo de Jean-Claude Auger (no livro The Saharan Gazelle Boy, de 1971). Segundo o referido trabalho de Aroles após investigações sobre esse caso, em 1997, e a recolha de testemunhos na Mauritânia, o próprio autor da história, J.C. Armen, reconheceu que ele tinha escrito um livro de ficção.
- Kaspar Hauser (início do século XIX), retratado no filme de 1974 O Enigma de Kaspar Hauser, de Werner Herzog.[1] Esse adolescente, de cerca de 15 anos, encontrado em Nurembergue, foi recentemente tomado como referência em estudos sobre linguagem e realidade por Blikstein, 2003.[6] Um dos créditos desse relato são os escritos do criminalista germânico Paul Johann Anselm von Feuerbach (1775-1833), autor da obra “Kaspar Hauser. Beispiel eines Verbrechens am Seelenleben des Menschen”.

## Ver também

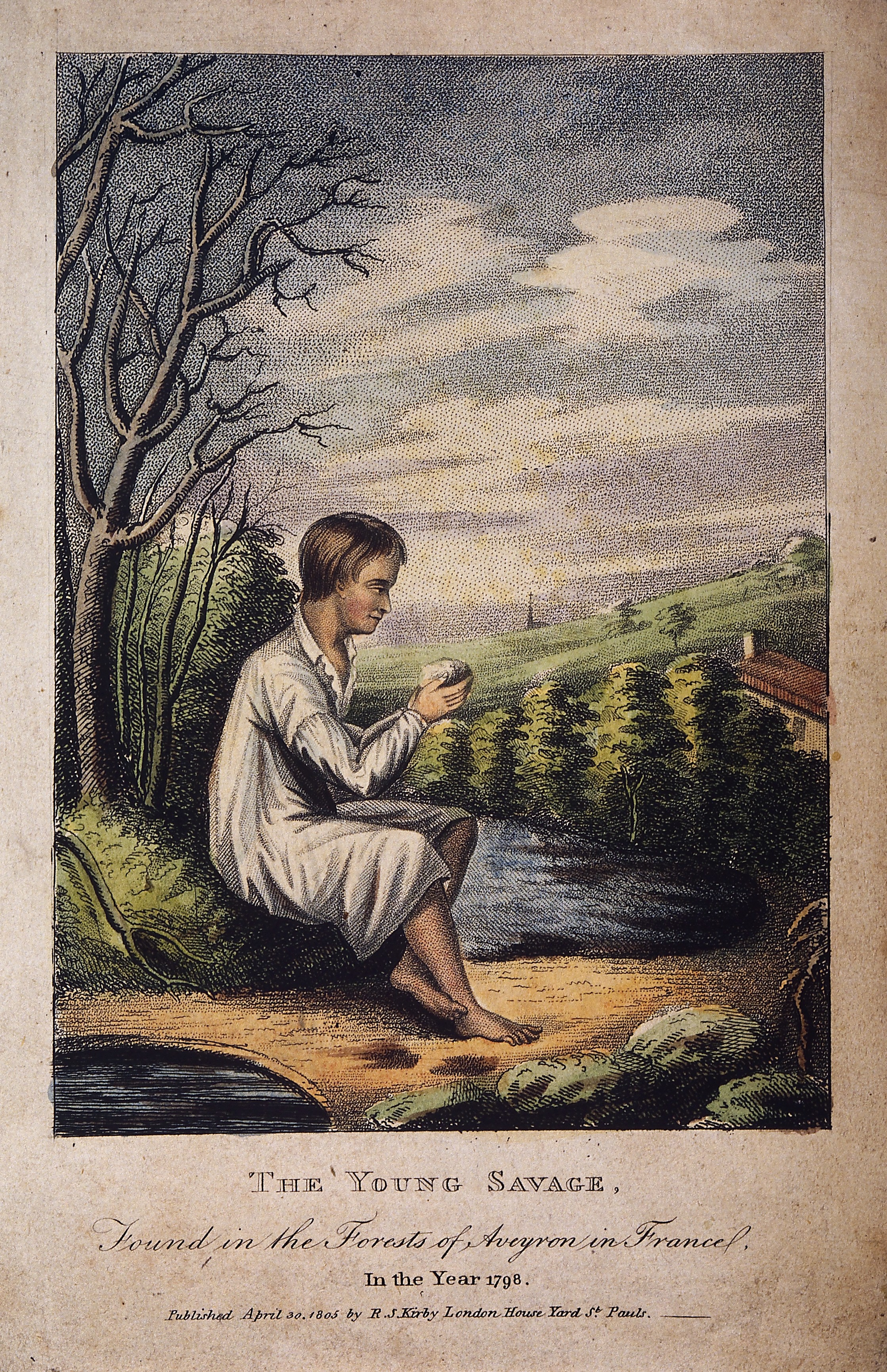
Menino encontrado nas florestas de Aveyron, França, gravura colorida, 1805